# Zisternen von Tawila

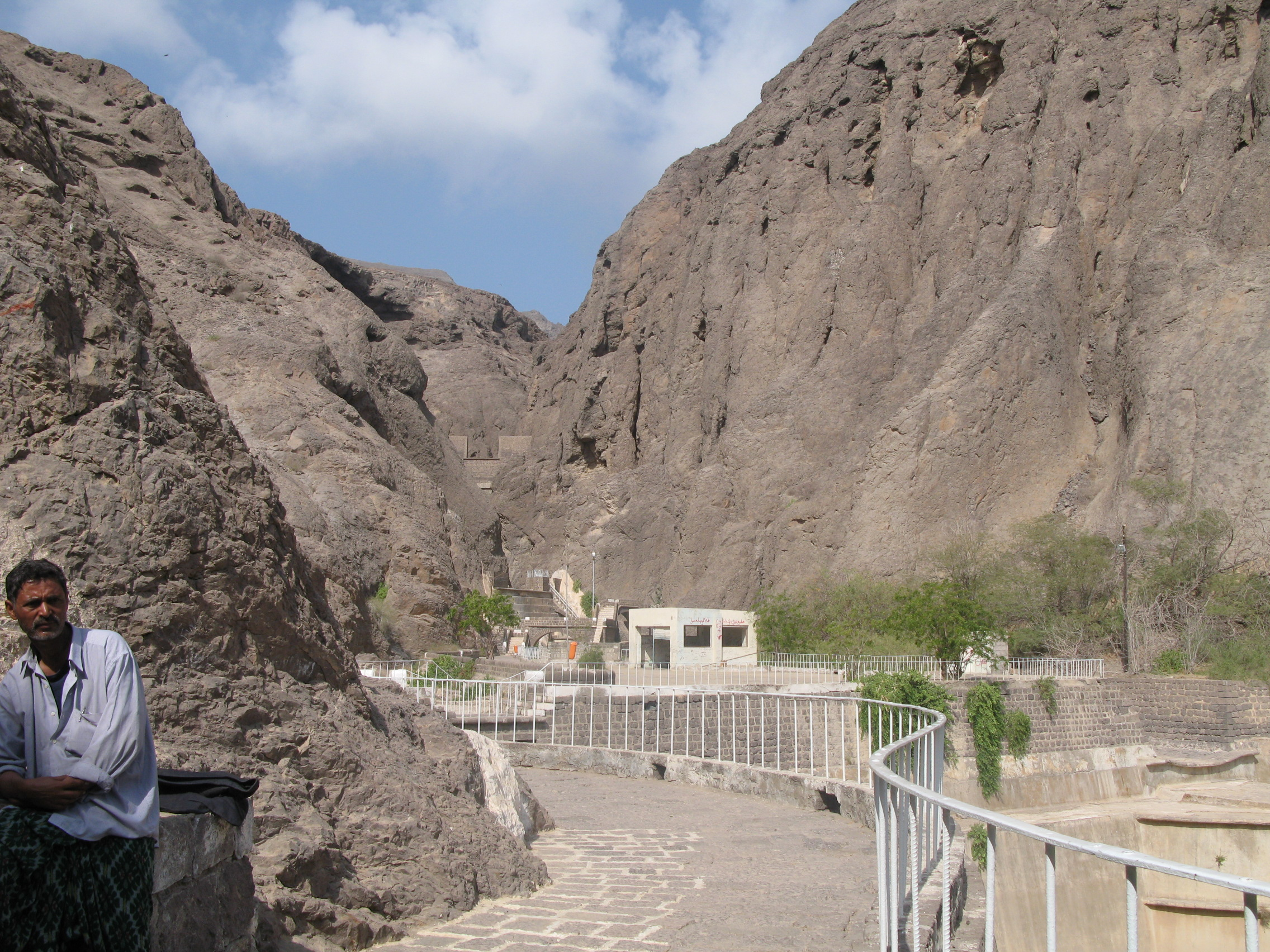
Blick auf das Wasserwegesystem; im Hintergrund der Dschebel Schamsan, der vulkanischen Ursprungs ist.

Die Zisternen von Tawila (auch Tanks von Aden, arabisch صهاريج عدن, DMG Ṣahārīǧ ʿAdan oder صهاريج الطويلة / Ṣahārīǧ aṭ-Ṭawīla) sind ein vermutlich bereits in der Antike angelegtes und bis in die Gegenwart ausgebautes Wassersammlungssystem am Rande des Stadtteils Crater von Aden im Südjemen. Die Anlage diente der Trinkwasserversorgung der städtischen Bevölkerung. Mit den Zisternen begegnete man dem Kardinalproblem der Region, das sind die extrem unregelmäßigen Regenfälle. Es kann zu heftigen Regenfällen kommen, aber über das Jahr kommen nur 50 mm zusammen, zudem floss das Wasser aus dem Dschebel Schamsan ungenutzt ins Meer.
Namengebend für die Anlage ist das Wadi at-Tawila, das kraft seines tiefen Taleinschnitts das meiste Wasser an der Ostseite des Massivs sammelte. Aden wird heute nicht mehr über die Anlage versorgt, sondern erhält sein Trinkwasser über eine Pipeline von Brunnen aus der Umgebung.

## Geschichte

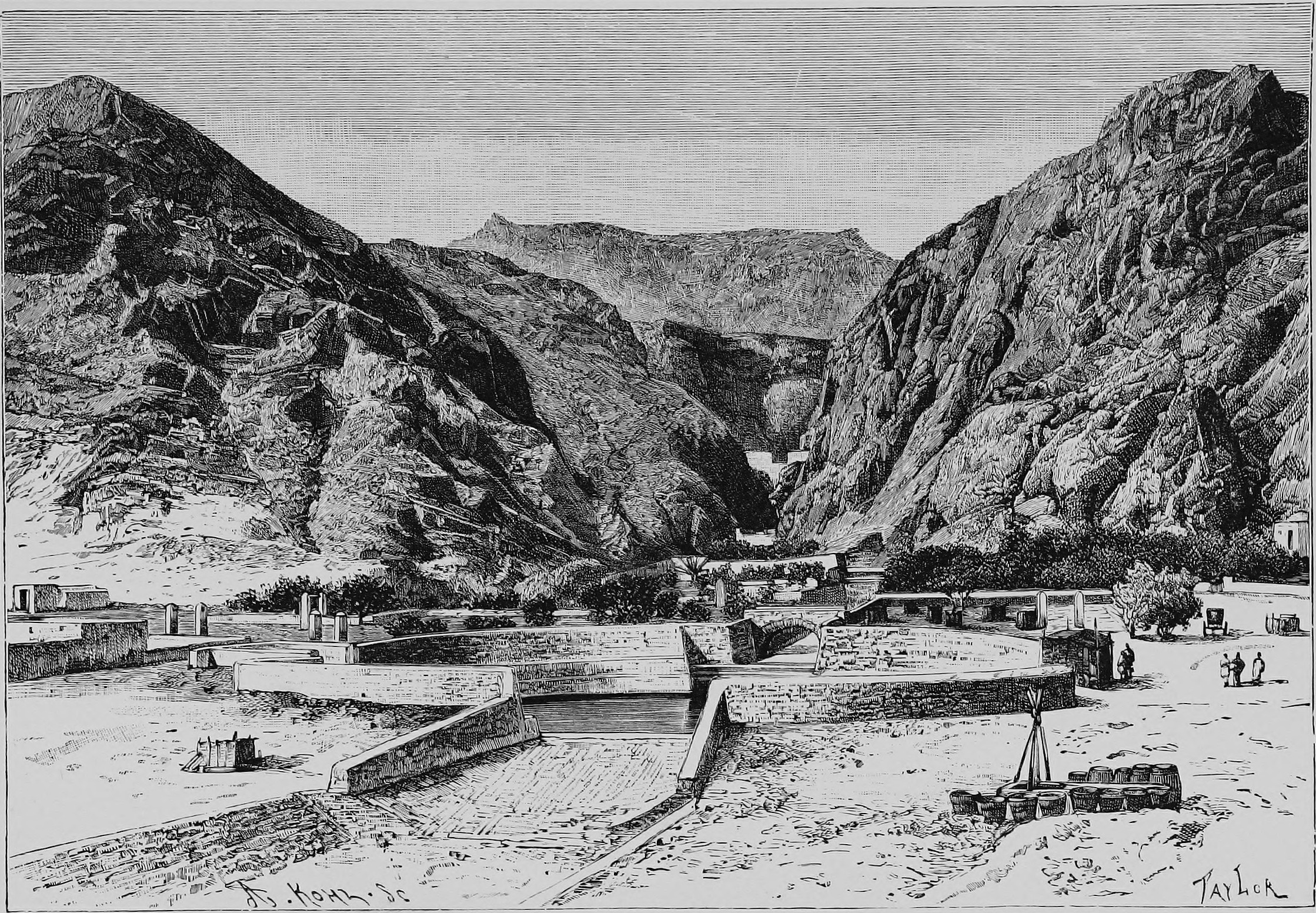
Die Zisternen (Zeichnung aus dem 19. Jahrhundert)

Die Zisternen von Tawila gelten als eine der herausragenden historischen Ingenieursleistungen der südarabischen Welt. Ihr Baubeginn wird während der Herrschaftszeit der Himyaren vermutet, ohne allerdings einen Zeitpunkt während deren langer Machtperiode vom 1. Jahrhundert v. Chr. bis 570 n. Chr. bestimmen zu können, oder gar Beweis dafür antreten zu können. Für diese Hypothese spricht jedoch, dass die Himyaren sich generell gut auf Wasserwirtschaft verstanden hatten und Aden, trotz des Machtzentrums der Himyariten in Zafar, zum engen Einflussbereich gehörte. Eine rätselhafte freiflächige Aussparung vor einem der großen Tanks, dem Coghlan-Tank, könnte als Tieropfer-Stätte Bedeutung gehabt haben. Die Himyaren gaben als letzte vor-islamische Dynastie in Dürrezeiten bevorzugt Tieropfer hin, um wirtschaftlichen Segen zu erbitten. Der Besucher der Zisternen stößt folgerichtig letztlich auf den Hinweis: „Regarding the original construction of which nothing is accurately known…“ – übersetzt etwa: „Bezüglich der originalen Architektur ist nichts genau bekannt...“
Seit dem Beginn der islamischen Zeitrechnung im 7. Jahrhundert wurden Aufzeichnungen zu den Zisternen von Tawila gefertigt. Der jemenitische Gelehrte Abu Muhammad al-Hasan al-Hamdani hielt im 10. Jahrhundert in seinen Aufzeichnungen fest: „Aden has Tanks that store water when the rain falls,“ – übersetzt etwa: „Aden verfügt über Tanks, die Wasser speichern, wenn der Regen fällt“. Drei Jahrhunderte später knüpft Al-Makdsi gleichlautend an diese Aussage an. Unter den Rasuliden, die für florierenden Welthandel bekannt waren, wurden die mittlerweile nahezu verfallenen Zisternen wiederhergestellt und baulich erweitert. Nach der rasulidischen Ära, die von 1228 bis 1454 währte, fielen die Tanks wieder der Vernachlässigung anheim und verfielen erneut, Unmengen von Schutt sammelten sich an. Später wurden noch die Tahiriden und Osmanen mit den Zisternen in Zusammenhang gebracht.
Am 16. Januar 1839 eroberte Großbritannien die auf einer Halbinsel gelegene Stadt, die seinerzeit noch unbedeutend war. Die Zisternen waren fast vollständig von Schutt aus den Bergen aufgrund aufeinanderfolgender Hochwasser zugespült. 1854 wurden die Zisternen von den Briten freigelegt und ab 1857 aufwändig restauriert. Konstruktion und Anordnung weichen seither vom ursprünglichen Zustand erheblich ab. Vermutlich wurden dabei auch wichtige Spuren der ursprünglichen Beschaffenheit der Zisternen getilgt.
Heute sind die Zisternen in erster Linie eine öffentliche Parkanlage und eine Touristenattraktion.

## Kapazitäten und Bauart
Die Anlage besteht aus einer Reihe von Behältern von unterschiedlicher Form und unterschiedlichem Fassungsvermögen. Sie sind untereinander vernetzt. Ursprünglich gab es 53 Einzeltanks, aber nur 13 davon verblieben nach den Renovierungen der Anlage im 19. Jahrhundert durch die britische Kolonialmacht. Die heute vorhandenen Zisternen verfügen über eine Gesamtkapazität von mehr als 19.000.000 Gallonen.
Die Zisternen wurden aus behauenem Vulkanfelsen des Wadi at-Tawila erbaut, der mittels eines mit Vulkanasche angereicherten Stucks zu einem Zement verarbeitet werden konnte, der die Tankwände wasserundurchlässig machte, damit das Wasser über einen längeren Zeitraum gehalten und dosiert weitergeleitet werden konnte.